# Ignác Acsády

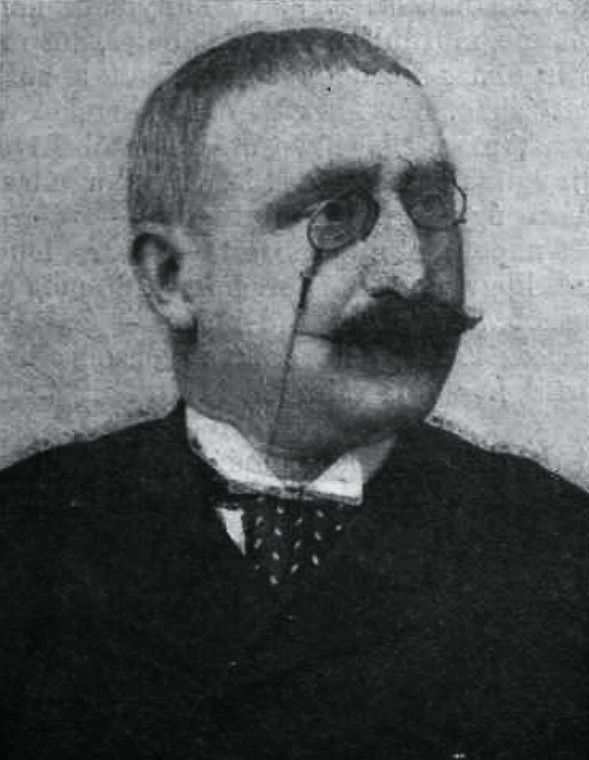
Ignác Acsády

Ignác Acsády (9. září 1845 Carei, Habsburské mocnářství, v současnosti Rumunsko – 17. prosince 1906 Budapešť, Uherské království) byl maďarský historik.

## Životopis
Acsády se narodil v Carei, v dnešním Rumunsku. V roce 1850 se jeho rodina přestěhovala do Hajdúszoboszló, kde jeho otec vydělával více peněz. To umožnilo, aby jeho děti získaly lepší vzdělání. Ignác, jako nejstarší chlapec z rodiny, tak mohl studovat na střední protestantské škole v Debrecínu. Dále studoval na právnické fakultě univerzity v Pešti. Po ukončení právnického studia a dalším studiu na filosofické fakultě v roce 1869 pracoval jako novinář. Později psal divadelní hry, hlavně komedie, ale také romány, které byly vydávány v letech 1880–1883.
Jako historik publikoval čtyři monografie. Jeho hlavním historickým dílem byly Dějiny poddanství v Uhersku (1896) a Dějiny Uherského království (1904). Jako dějepisec se stal členem Maďarské Akademie věd.
Zemřel 17. prosince 1906 v Budapešti.

## Dějepisné dílo
Názvy přeloženy z italštiny do češtiny.
- Uhersko v době dobytí Budy (1886)
- Uherské peněžnictví v průběhu vlády Ferdinanda I. (1888)
- Dějiny poddanství v Uhersku (1896)
- Dějiny Uherského království (1904)